# 考什孔尤
考什孔尤，是匈牙利南部巴奇-基什孔州所辖的一个村，总面积58.28平方公里，总人口1099，人口密度19人/平方公里（2005年）。地理坐标为46°40′N 19°24′E。